# Tonhaltigkeit
Tonhaltigkeit oder Klanghaftigkeit eines Geräuschs liegt dann vor, wenn innerhalb des Geräusches Einzeltöne zu hören sind.
Die Tonhaltigkeit erhöht die mögliche Störwirkung eines Geräusches im Allgemeinen erheblich. Dies ist bei der Bildung eines Beurteilungspegels durch einen Tonhaltigkeits-Zuschlag zu berücksichtigen, der auf das Messergebnis aufzuschlagen ist. Der Wert des Zuschlags wird aus Verfahren abgeleitet, die den Pegel des Einzeltones mit dem Pegel eines (je nach Verfahren anders definierten) umgebenden Frequenzbandes vergleichen. Solche Verfahren zur Bewertung der Tonhaltigkeit sind z. B. in den Vorschriften ISO 1996-2, TA Lärm und DIN 45681 festgelegt.
Einzeltöne treten häufig bei periodisch arbeitenden Maschinen auf; beispielsweise, wenn eine anregende Frequenz gleich oder annähernd gleich der Eigenfrequenz eines bestimmten Bauteils ist und es dadurch auf Grund einer Resonanzerscheinung zu verstärkter Schallabstrahlung dieser Einzelfrequenz bzw. eines schmalen Frequenzbands kommt.